# Крушовица (Караш-Северин)
Крушовица (рум. Crușovița) је насеље у општини Сикевица, округ Караш-Северен у Румунији. Налази се на надморској висини од 234 м.

## Становништво
Према подацима из 2002. године у насељу је живело 106 становника, од којих су сви румунске националности.